# RAG Austria
Die RAG Austria AG (RAG; bis März 2018: Rohöl-Aufsuchungs Aktiengesellschaft, kurz: Rohöl-Aufsuchungs AG) ist das größte Gasspeicher- und somit Energiespeicherunternehmen Österreichs. Das Unternehmen konzentriert seine Geschäftstätigkeit auf die Speicherung von gasförmigen Energieträgern wie Erdgas und Wasserstoff, die damit zusammenhängende Bewirtschaftung der bestehenden Erdgaslagerstätten und -reserven sowie auf die Entwicklung und Anwendung zukunftsorientierter Gastechnologien (z. B. Demonstrationsprojekte wie Underground Sun Storage und Underground Sun Conversion). Mit rund 6,3 Milliarden Kubikmetern Erdgas gehört das Unternehmen zu den größten technischen Speicherbetreibern Europas und leistet damit einen wesentlichen Beitrag zur Versorgungssicherheit Österreichs und Mitteleuropas.
Die RAG betreibt ihre Speicheranlagen in Salzburg und Oberösterreich. Bei diesen Anlagen handelt es sich um großvolumige Sandstein-Porenlagerstätten, die an das österreichische und deutsche Leitungsnetz angeschlossen sind. Insgesamt entwickelte und betreibt die RAG elf Energiespeicher. Dazu gehören die Speicheranlagen Puchkirchen/Haag, Haidach, Haidach 5 in Straßwalchen, Aigelsbrunn, und der Speicherverbund 7Fields sowie die Wasserstoffspeicher in Pilsbach und Rubensdorf.
Die Speichervermarktung der Speicher Puchkirchen/Haag, Aigelsbrunn und Haidach 5 wird vom 100 % Tochterunternehmen RAG Energy Storage durchgeführt.
Der Erdgasspeicher Haidach (Salzburg/OÖ) wurde von RAG unter ihrer Konzession entwickelt, geplant und errichtet. RAG ist seither technischer Speicherbetreiber. Mit rund 56 % ist mittlerweile die deutsche SEFE (Securing Energy for Europe) am Speicher Haidach beteiligt. Mit einem Speichervolumen von 2,9 Milliarden Kubikmeter (33,5 TWh) ist Haidach der zweitgrößte Speicher Mitteleuropas. Die Kapazitäten des Speichers werden von astora und seit August 2022 von RAG Energy Storage vermarktet.
Der Erdgasspeicherverbund 7Fields (auch als Seven Fields geschrieben) wurde von RAG unter ihrer Konzession entwickelt, geplant und errichtet. Die RAG ist seither technischer Speicherbetreiber. Die deutsche Uniper Energy Storage (vormals E.ON Gas Storage) ist mit 50 % an 7Fields beteiligt. 7Fields setzt sich aus ehemaligen Gaslagerstätten in Oberösterreich und Salzburg zusammen. Die Kapazitäten des Speicherverbundes werden von Uniper und RAG Energy Storage vermarktet.

## Geschichte
In der knapp 90-jährigen Geschichte wurde das Geschäftsfeld der RAG Austria mehrmals an die Energiebedürfnisse der zentraleuropäischen Gesellschaft angepasst. So entwickelte sich das Unternehmen vom klassischen Öl- und später Gasproduzenten hin zum Entwickler und Betreiber von großvolumigen, saisonalen Erdgasspeichern. In Zukunft setzt das Unternehmen nunmehr auf die alternativen Energieträger Biomethan, synthetisches Gas und Wasserstoff.

### Gründung und Anfangsjahre
Das Unternehmen wurde 1935 als Rohöl-Gewinnungs AG von der Socony-Vacuum Oil, Inc. (heute ExxonMobil Corporation) und der N.V.de Bataafsche Petroleum Maatschappij (heute Royal Dutch Shell) gegründet. 1937 gelang der erste größere Ölfund mit der Sonde RAG II etwa zwei Kilometer nördlich vom niederösterreichischen Zistersdorf. Die Gesellschaft sicherte sich 1936 und 1937 mit 7000 Freischürfrechten den größten Teil des Wiener Beckens.
Als nach dem Staatsvertrag 1956 die aus der Sowjetischen Mineralölverwaltung hervorgegangene Österreichische Mineralölverwaltung Aktiengesellschaft (ÖMV, heute OMV) in Ostösterreich zu dominieren begann, verlagerte die RAG allmählich den Schwerpunkt ihrer Förderung nach Oberösterreich.

### Zistersdorfer Ölfeld und sowjetische Besatzung
1938 erfolgte mit der Erschließung des Ölfeldes Gaiselberg jener Ölfund, der die Kleinstadt Zistersdorf zum Inbegriff für den Erdölreichtum des Wiener Beckens machte. Die ölführenden Schichten des Feldes Gaiselberg, knapp einen Kilometer südwestlich von Zistersdorf gelegen, erstrecken sich über eine Fläche von nur etwa 2,5 km², jedoch existieren dort entlang eines geologischen Bruchs (des sogenannten Steinbergbruchs) eine Anzahl Öl führender Schichten übereinander, deren Tiefe von 800 m bis fast 2400 m reicht.
In der Zeit des „Anschlusses“ Österreichs an Nazi-Deutschland von 1938 bis 1945 wurde die RAG als sogenannter „Feindbesitz“ durch einen deutschen Vermögensverwalter weiter geführt. In der 1945–1955 folgenden Zeit der sowjetischen Besatzung Ostösterreichs erfolgte trotz Beschluss 1946 de facto keine Verstaatlichung der RAG, jedoch wurde der Großteil des Bohrgeräts als Kriegsbeute in die UdSSR verbracht und die gesamte Förderung musste an die Sowjetische Mineralölverwaltung abgegeben werden. Damit erfolgte auch eine Beschränkung der Förderrechte im Wiener Becken auf die beiden vor 1945 bestehenden Ölfelder RAG/Gösting und Gaiselberg (heute Ortsteile von Zistersdorf), bei der es auch nach Abzug der sowjetischen Besatzungsmacht 1955 blieb.
Die RAG erhielt jedoch 1948 und 1951 von der Geologischen Bundesanstalt Forschungsaufträge in der damaligen US-Besatzungszone in Oberösterreich. Mit einer neuen Tiefbohranlage wurde im Mai 1956 bei Puchkirchen der erste große Ölfund Österreichs außerhalb des Wiener Beckens gemacht. Die Folgejahre verliefen eher ernüchternd. Nur bei Ried im Innkreis wurde 1959 ein bedeutenderes Ölfeld entdeckt.

### Konzessionen in Oberösterreich

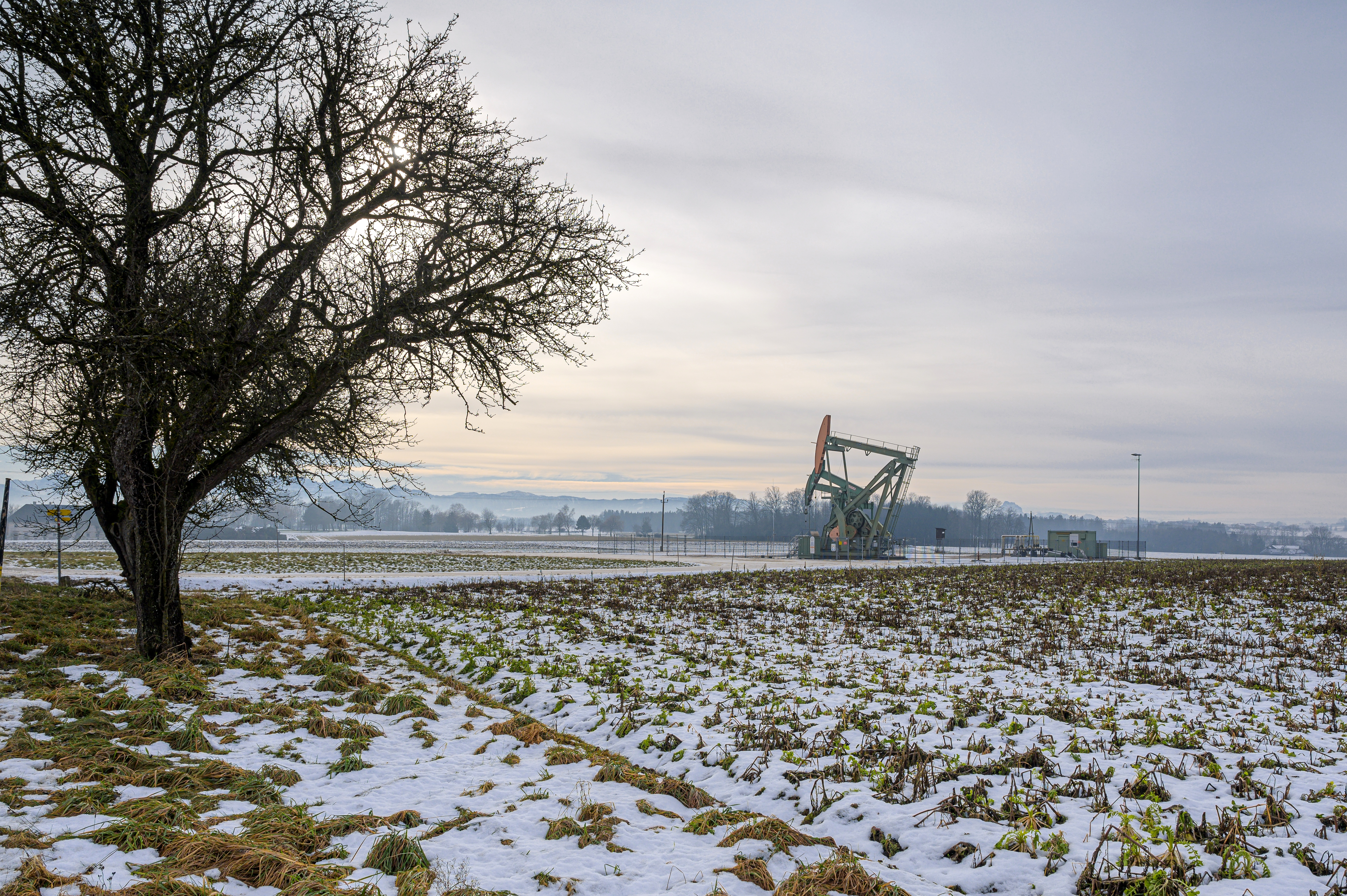
Ölförderung in Bad Hall

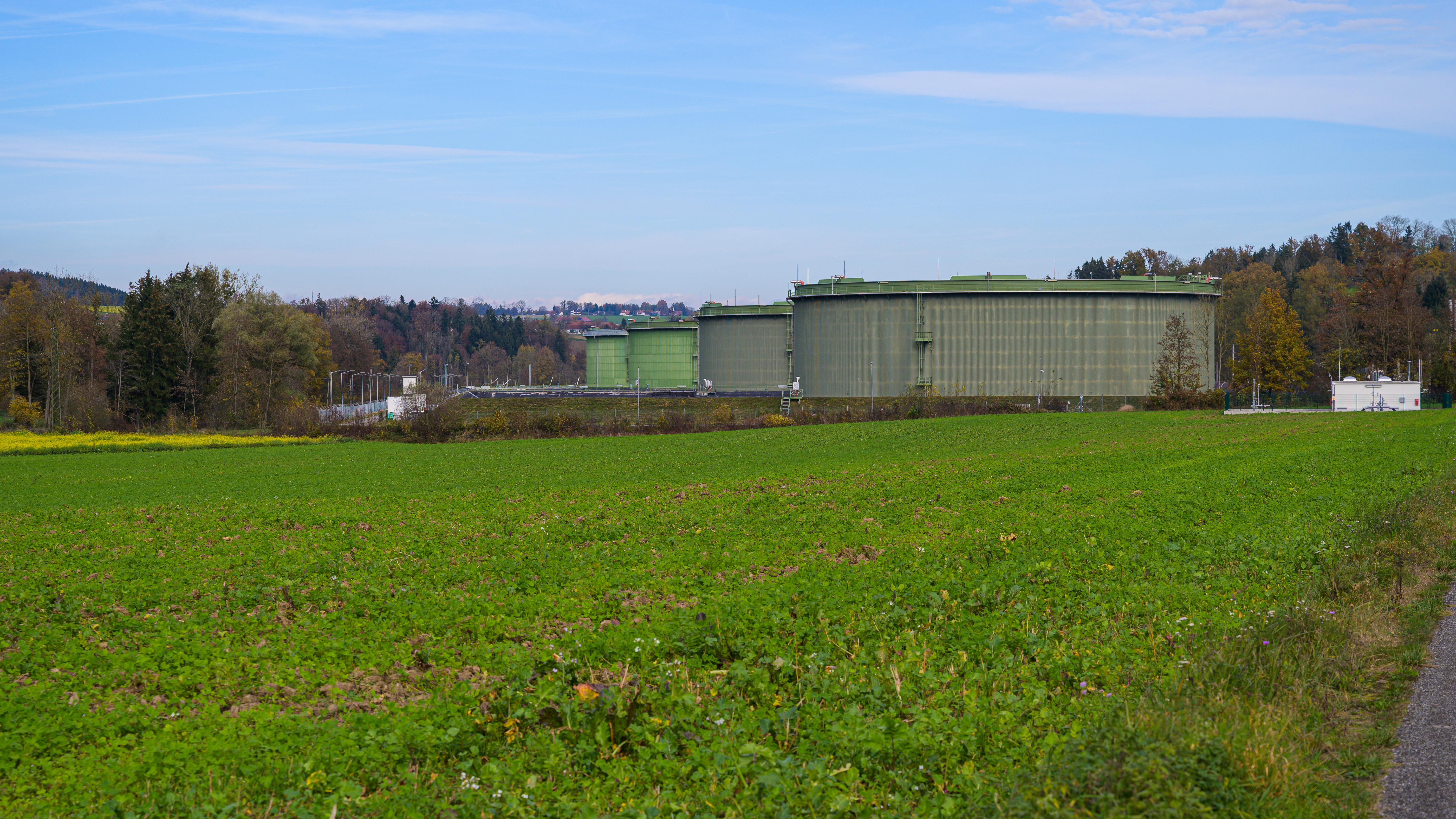
Tanklager in Krift (Kremsmünster)

1960 erfolgte eine Ausweitung des Konzessionsgebietes der RAG in Oberösterreich in den Raum südlich von Wels. Schon 1962 erfolgte die Entdeckung des bisher ergiebigsten österreichischen Ölfeldes außerhalb des Wiener Beckens, und zwar in Voitsdorf in der Gemeinde Ried im Traunkreis. Das Feld erstreckt sich in Ost-West-Richtung über rund 10 km und wurde über 43 Bohrungen erschlossen, wovon 2007 noch 10 zur Förderung genutzt wurden. Die Nord-Süd-Erstreckung beträgt nur etwas mehr als einen Kilometer. Aus den beiden in 2100 bis 2200 m Tiefe liegenden Öl führenden Horizonten konnten bisher mehr als 3 Mio. Tonnen Erdöl gewonnen werden.
In der Umgebung des Feldes Voitsdorf wurden bis 1980 weitere größere Ölfelder erschlossen: Eberstalzell (bisherige Ölförderung ca. 500.000 Tonnen; 2012 3 Sonden aktiv), Engenfeld (ca. 150.000 Tonnen; 2012 eine Sonde aktiv), Oberaustall (ca. 200.000 Tonnen; 2012 eine Sonde aktiv), Sattledt (ca. 1 Mio. Tonnen, 2012 sechs Sonden aktiv) und Steinhaus (ca. 200.000 Tonnen; 2012 eine Sonde aktiv).
1968 wurde mit 419.118 Tonnen Rohöl die höchste Jahresförderung in der Unternehmensgeschichte erreicht, wovon mehr als die Hälfte aus dem Feld Voitsdorf stammte. Danach war die Erdölförderung rückläufig und erreichte 2005 ihren vorläufigen Tiefpunkt mit nur noch 75.275 Tonnen. Seither stieg die Förderung durch Entdeckung größerer Lagerstätten in Hiersdorf westlich von Wartberg an der Krems sowie bei Bad Hall und Sierning auf 2011 123.704 Tonnen (15 % der österreichischen Erdölförderung) an, wovon 104.204 Tonnen aus dem Voralpenland Oberösterreichs und 19.500 Tonnen aus den beiden Feldern bei Zistersdorf stammten.
Insgesamt jeweils etwa 50 Erdöl- und Erdgasfelder wurden bislang von der RAG in Österreich erschlossen. Infolge der gestiegenen Ölpreise konnte die in Österreich relativ teure Erschließung von Erdöllagerstätten in den letzten Jahren wieder intensiviert werden. Dies führte nach 2000 zu mehreren größeren Ölfunden im östlichen Konzessionsgebiet rund um den Kurort Bad Hall.

### Erdgasförderung
Die ersten Erdgasfunde in Österreich waren nur ein Nebenprodukt der Ölförderung. Im Jahr 1955 wurden rund 0,76 Milliarden Kubikmeter Erdgas gefördert. Erst ab den beginnenden 1960er Jahren wurde das Potential des Energieträgers Gas erkannt und so konnte die RAG mit verbesserten, modernen seismischen Methoden wie der 3D-Seismik gezielt nach Erdgas suchen. Als im Jahr 1963 die RAG im oberösterreichischen Ölfeld Voitsdorf auch auf Gas gestoßen war, konnte erstmals ein größerer Industriebetrieb mit Energie versorgt werden. Mit der Erschließung weiterer kleiner Erdgaslagerstätten konnten rund um Wels und Linz mehrere Industrieunternehmen als Großverbraucher mit regional produziertem Erdgas versorgt werden, wobei Österreich im Jahr 1970 mit 66 % an heimischer Produktion seinen Bedarf an Erdgas abdecken konnte. Größere Bedeutung gewann die Erschließung von Erdgaslagerstätten ab den 1970er Jahren. Besonders im westlichen Oberösterreich jeweils etwa 15 km beiderseits einer Linie von Kremsmünster nach Burghausen wurde eine Vielzahl weiterer mittlerer und kleinerer Erdgasvorkommen entdeckt, die zumeist in Tiefen von 500 m bis 1500 m liegen. 1978 erreichte die Inlandsproduktion von Erdgas den Höhepunkt mit 2,5 Milliarden Kubikmetern. 1997 wurde durch den Einsatz moderner geophysikalischer Methoden die Erdgaslagerstätte Haidach (Straßwalchen, Land Salzburg) mit einer Ausdehnung von 17,5 Quadratkilometern gefunden. Mit einem Gesamtvolumen von 4,3 Milliarden Kubikmetern Erdgas war das einer der größten Gasfunde in Österreich, Seither liegt die Inlandsproduktion leicht schwankend zwischen einer Milliarde und 1,8 Milliarden Kubikmetern jährlich. wobei das ehemalige Gasfeld heute mit 2,78 Milliarden Kubikmetern als größter österreichischer Erdgasspeicher genutzt wird. Etwa 15 % des in Österreich benötigten Erdgases kommen aus Inlandsförderung, wobei die RAG davon mit rund 45 % beiträgt.

### Gasspeicher
Österreich verfügt über geologische Strukturen, die sich als Erdgasspeicher (Untergrundspeicher) eignen. Seit 1982 nutzt die RAG ehemalige Erdgaslagerstätten als Erdgasspeicher und steigert so die Versorgungssicherheit mit Erdgas. Mittlerweile nutzt die RAG mehr als 50 % ihrer ehemaligen Erdgaslagerstätten als Untergrundspeicher. Das Gasfeld Puchkirchen bei Timelkam wurde ab den 1980er-Jahren sukzessive in einen unterirdischen Gasspeicher umgewandelt und 1995 ging mit 500 Mio. Kubikmeter Speichervolumen der erste kommerzielle Großspeicher in Betrieb. Die Kapazität beträgt gegenwärtig im Verbund mit dem Speicher Haag rund 1,080 Milliarden Kubikmeter Erdgas (2019). Nach Erweiterungen 1995 und 2002 beträgt die Kapazität gegenwärtig rund 860 Mio. Kubikmeter. Bis 2010 wurde unter Einbeziehung des Gasfeldes Haag am Hausruck ca. 20 km nördlich des bestehenden Speichers die Kapazität auf 1,1 Milliarden Kubikmeter erhöht.

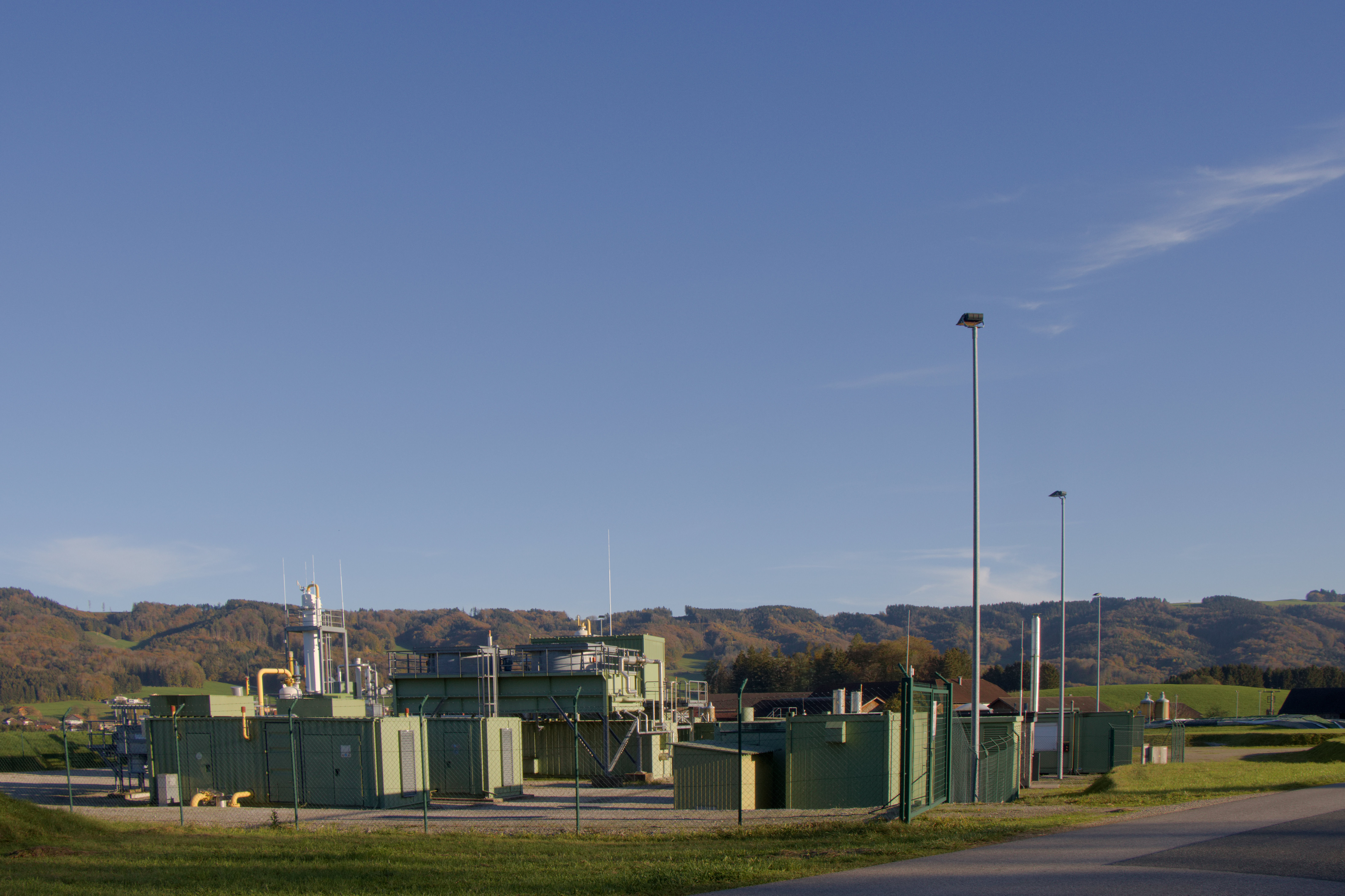
Gasspeicher Nußdorf West 1 bei Nußdorf am Haunsberg

Im Mai 2007 ging bei Straßwalchen der Speicher Haidach in Betrieb, ursprünglich ein Joint Venture mit der russischen Gazprom Export und der deutschen Wingas. Nach einer Erweiterung 2011 verfügt Haidach über ein Speichervolumen von 2,9 Milliarden Kubikmeter Erdgas und ist damit der zweitgrößte Speicher Mitteleuropas, wobei die Vermarktung über Gazprom-Töchter, die russische GSA LLC und die österreichische astora GmbH erfolgte. Seit 2022 ist die deutsche SEFE mit etwa 56 % am Speicher beteiligt, die Vermarktung erfolgt nun gemeinsam durch astora und RAG Energy Storage.
Mit dem Erdgasspeicher 7Fields wurden weitere ehemalige Erdgaslagerstätten zur Nutzung als Untergrundspeicher adaptiert. Die deutsche Uniper Energy Storage ist mit 50 % an 7Fields beteiligt. Wie beim Speicher Haidach fungierte die RAG als Planer und Errichter und ist technischer Betreiber. Die Vermarktung erfolgt durch RAG Energy Storage (RES) und Uniper. Nach zweijähriger Bauzeit wurde im April 2011 die erste Ausbaustufe (Speicher Zagling bei Straßwalchen und Nussdorf mit zusammen rund 1,2 Milliarden Kubikmetern) fertiggestellt, im April 2014 die zweite Ausbaustufe (Speicher Oberkling/Pfaffstätt südwestlich von Mattighofen). Das Speichervolumen beträgt nach weiteren Kapazitätsanpassungen nunmehr rund 2 Milliarden Kubikmeter Erdgas. Der Erdgasspeicher Haidach stellt insofern eine Besonderheit dar, dass dieser bisher nicht direkt an das Marktgebiet Ost angeschlossen ist. Aufgrund der Nähe zum deutsch-österreichischen Grenzübergangspunkt Burghausen ist er an Fernleitungsnetz der Bayernets GmbH in München angebunden und wird über das deutsche Gasnetz befüllt. Gasbedarf aus Österreich erfolgt demnach über Import aus Deutschland.
In Gampern nahe Seewalchen am Attersee, OÖ nahm RAG Austria (Neuer Slogan: „Renewables and gas“) Ende April 2023 „Underground Sun Storage“ in Betrieb. Geplant ist 4,2 GWh Sommerüberschuss Elektrizität von Photovoltaik auf „1000 Häusern“ in Wasserstoff umzuwandeln und unter hohem Druck in das Porengestein eines ehemaligen Erdgaslagers einzupressen. Noch 2023 soll eine 8 km lange Pipeline an das andere Ende des Gemeindegebiets verlegt werden, um nach 3 Monaten Einspeichern, 3 Monate Gas zu entnehmen und in einem bestehenden Heizkraftwerk der RAG in Fernwärme und Elektrizität umzuwandeln. Mehr als 7 von 15 Mio. € Projektkosten zahlte der Klimafonds.

### Unternehmensentwicklung
Im Jahr 1979 führten die Mobil Oil (als Nachfolgerin der Socony-Vacuum Oil) und Shell (als Nachfolgerin der Anglo-Saxon Petroleum) die Österreichische Mineralölwerke GmbH, die sich ebenfalls im Besitz der Shell-Mobil-Gruppe befand, mit der Rohöl-Gewinnungs-AG zusammen. Nach Unternehmensangaben konnte mit der Verschmelzung einerseits das bei der ÖMW vorhandene Finanzpotenzial für die RAG ausgenutzt werden und andererseits die Administration beider Unternehmen sinnvoll zusammengeführt und die Organisation gestrafft werden. 1998 verkaufte die Mobil ihre Anteile an der RAG und 2007 erfolgte der Ausstieg von Shell.
Um den Anforderungen einer dekarbonisierten Zukunft gerecht zu werden, begann die Rohöl-Aufsuchungs Aktiengesellschaft zu Beginn der 2010er Jahr mit der Aufgliederung in Teilunternehmen, sodass die AG als Holding fungiert. Wegen gesetzlicher Vorgaben musste die RAG im Jänner 2013 den Teilbetrieb „Vermarktung der Erdgasspeicher“ in die im Dezember davor neu gegründete RAG Energy Storage GmbH ausgegliedern. Dieses Tochterunternehmen fokussiert sich auf das Kerngeschäft Gasspeicherung; weitere Geschäftsfelder sind die Förderung, Versorgung und der Handel mit Gas sowie die Nutzung und Vermarktung von Gas als Kraftstoff (CNG, LNG). Im Mai 2014 wurde der Teilbetrieb „Planung, Herstellung und Aufwältigung von Tiefbohrungen“ in die kurz davor gegründete RAG Energy Drilling GmbH ausgegliedert und im August 2019 an das polnische Unternehmen United Oilfield Services S.A. übertragen sowie im Jänner 2020 in RED Drilling & Services GmbH umfirmiert. Ende November 2017 erfolgte die Ausgliederung des Teilbetriebes „Öl-Produktion“ in das im Oktober davor gegründete Tochterunternehmen REP GmbH (ehemals RAG Exploration & Production GmbH) zur Aufsuchung und Produktion von Erdöl.
Mit Unternehmensbeschluss am 24. März 2018 wurde die bisherige Rohöl-Aufsuchungs Aktiengesellschaft auf den heutigen Namen RAG Austria AG umfirmiert, und fokussiert sich seither auf die Funktion einer Holding und auf das Kerngeschäft der Gasspeicherung sowie auf die Erschließung neue Energietechnologien (Underground Sun Storage, Underground Sun Conversion) und entwickelt diese weiter und baut sie aus. Weitere Geschäftsfelder sind die Förderung mit Gas sowie die Nutzung und die Vermarktung von Gas als Kraftstoff (CNG, LNG).
Im November 2018 wurde die RAGSOL GmbH als Tochtergesellschaft der singapurischen THREE G S HOLDINGS PTE. LTD. gegründet, von der im Monat darauf 25 % der Anteile auf die RAG übertragen wurden und der RAG-Teilbetrieb „RAG Technology Sales and Services“ in die RAGSOL eingebracht wurde. Nachdem im April 2019 die restlichen 75 % der Gesellschaftsanteile auf die RAG übertragen wurden, übernahm im Februar 2020 die österreichische HOERBIGER Wien GmbH mit 75 % die Mehrheit an der RAGSOL.
Nach dem Beginn des russischen Überfalls auf die Ukraine am 24. Februar 2022 wurde bekannt, dass der Gasspeicher Haidach fast leer ist. Der Republik Österreich gehört nur der physische Speicher. Zwei Unternehmen vermarkteten zu diesem Zeitpunkt die Speicherkapazitäten: die astora (etwa ein Drittel) und GSA. Beide waren mehrheitlich Töchter des russischen Staatskonzerns Gazprom. Seit 2022 erfolgt die Vermarktung durch die RAG Energy Storage sowie weiterhin durch die nunmehr in Deutschland verstaatlichte astora.

### Eröffnung des Demonstrationsspeichers „Underground Sun Storage“

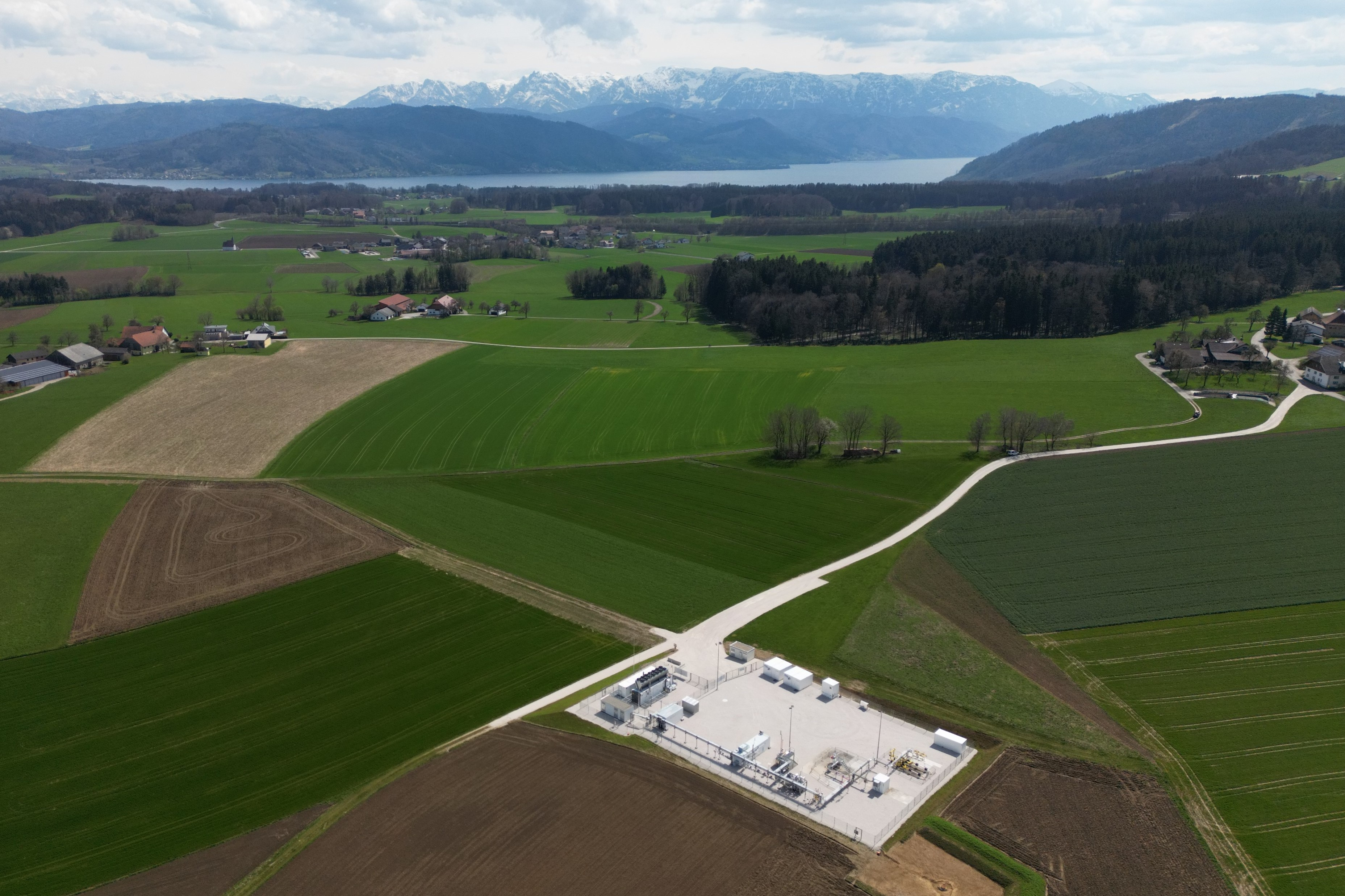
"Underground Sun Storage" bei Gampern

Ende April 2023 nahm die RAG mit dem „Underground Sun Storage“ den weltweit ersten 100 %-Wasserstoffspeicher in einer unterirdischen Porenlagerstätte in Betrieb. In der sektorenübergreifenden Demonstrationsanlage wird Sonnenenergie mittels Elektrolyse in Wasserstoff umgewandelt und in einer unterirdischen Gaslagerstätte in Gampern in Oberösterreich in reiner Form gespeichert.
Der Speicher umfasst ein Volumen von 4,2 GWh, das entspricht dem Sommer-Stromüberschuss von etwa 1.000 Photovoltaik-Anlagen auf Einfamilienhäusern. Der in Wasserstoff umgewandelte überschüssige Strom wird unter hohem Druck in das Porengestein eines ehemaligen Erdgaslagers eingepresst und kann dann im Winter in Form von Strom und Wärme bereitgestellt werden.
Noch 2023 soll eine 8 km lange Pipeline an das andere Ende des Gemeindegebiets verlegt werden, um nach 3 Monaten Einspeichern, 3 Monate Gas zu entnehmen und in einem bestehenden Heizkraftwerk der RAG in Fernwärme und Elektrizität umzuwandeln. Mehr als € 7 von 15 Mio. Projektkosten zahlte der Klima- und Energiefonds.

## Anteilseigner und Beteiligungen
Die im Februar 1994 gegründete RAG Austria AG ist eine 100 %ige Tochtergesellschaft der im Dezember 1993 gegründeten RAG-Beteiligungs-Aktiengesellschaft, deren Anteilseigner wie folgt sind:
- EVN AG: 50,03 %
- Uniper Commodities SE: 29,98 %
- Energie Steiermark Kunden GmbH: 10,00 %
- Salzburg AG für Energie, Verkehr und Telekommunikation: 10,00 %

Die RAG Austria AG ist an folgenden Unternehmen beteiligt:
- RAG Energy Storage GmbH (100 %)[19]
- REP GmbH (100 %): Rohstoff Erdöl Produktion[21]
- Silenos Energy Geothermie Garching a.d. Alz GmbH & Co. KG (kurz: Silenos Energy; 50 %; weitere 50 %: STRABAG SE): Errichtung und Betrieb des Geothermiekraftwerks Bruck im bayerischen Garching an der Alz[26]
- RAGSOL GmbH (25 %; weitere 75 %: HOERBIGER Wien GmbH, die vormalige HOERBIGER VENTILWERKE GmbH)[22]

## Geschäftsbereiche

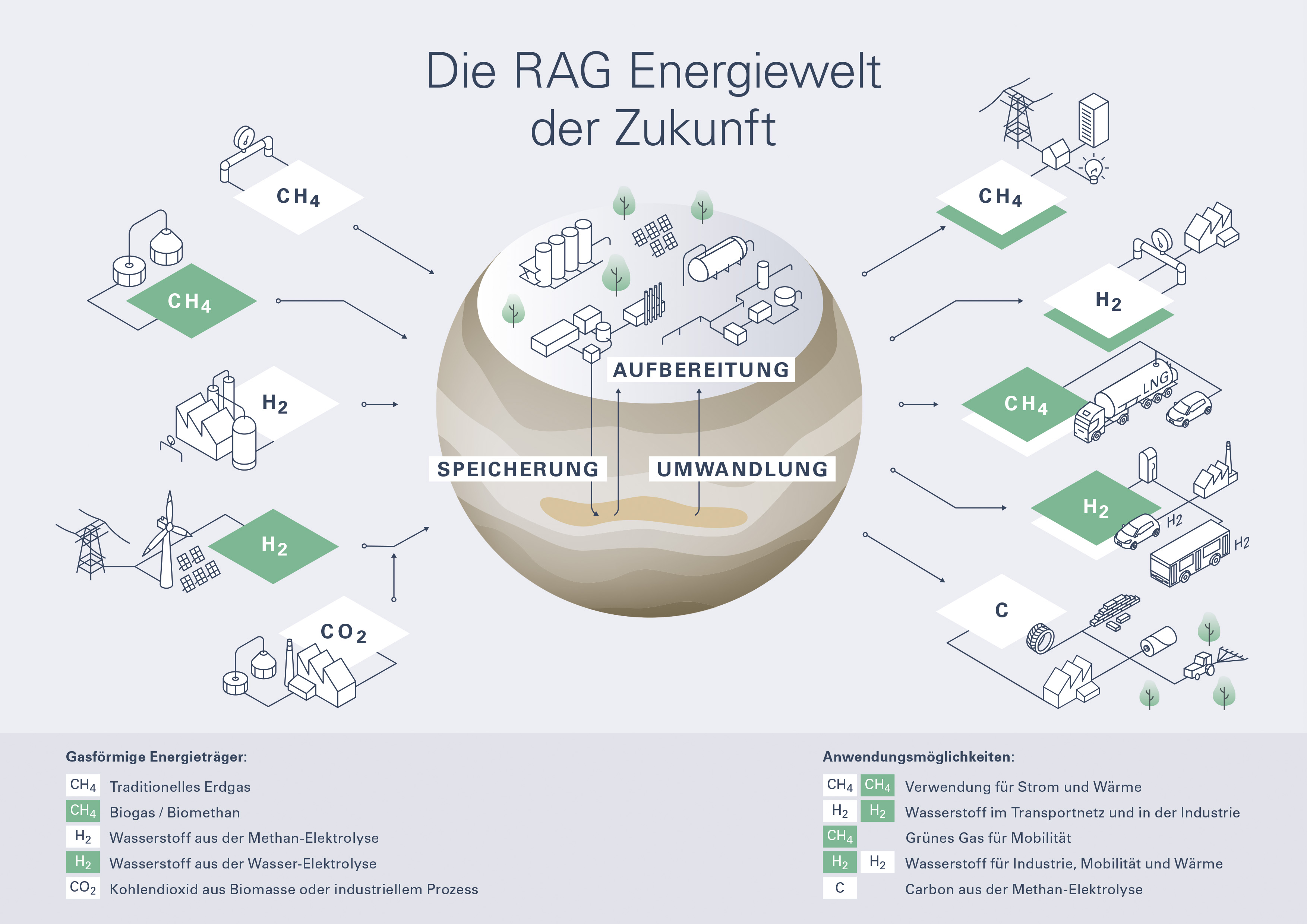
Aufbau der Geschäftsbereiche der RAG

### Speicherung
Derzeitiges Kerngeschäft der RAG ist die großvolumige Speicherung gasförmiger Energieträger (Methan, Wasserstoff) in natürlichen unterirdischen Lagerstätten. Mehr als 50 % der von der RAG gefundenen Erdgaslagerstätten wurden bereits in Gasspeicher umgewandelt und diese so für eine dauerhafte energetische Nutzung zugänglich gemacht.
Die von der RAG betriebenen Gasspeicher mit rund 6,3 Milliarden Kubikmeter Erdgas dienen der österreichischen und europäischen Versorgungssicherheit. Die Speicher und die Speicherdienstleistungen der RAG zählen zur kritischen Infrastruktur Österreichs gemäß der Richtlinie 2008/114/EG. Die RAG erbringt ihre Dienstleistungen ganzjährig und ohne Unterbrechungen.

### Umwandlung
Die RAG arbeitet seit Jahren an der Entwicklung neuer Technologien, um erneuerbare Energie (Sonne, Wind) effizient und in großen Mengen speicherbar und nutzbar zu machen. Die Energieversorgung soll während der vermehrt auftretenden Schwankungen, von der Dunkelflaute bis zu Niedrigwasser, gewährleistet werden.
Erneuerbarer Strom aus Sonne und Wind wird CO2-neutral mittels Elektrolyse in Wasserstoff umgewandelt. So ist es möglich, einen Teil der sommerlichen Energieernte gasförmig in den RAG Porenlagerstätten für den Winter zu speichern (Underground Sun Storage) oder in einem natürlichen mikrobiologischen Prozess den gewonnenen Wasserstoff (H2) gemeinsam mit Kohlendioxid (CO2) aus Biomasse oder der Industrieproduktion in ehemaligen Erdgaslagerstätten in natürlich erzeugtes Erdgas umzuwandeln (Underground Sun Conversion). So entsteht ein nachhaltiger Kohlenstoff-Kreislauf. Das dabei natürlich erzeugte Grüne Gas ist CO2-neutral.
Unter Umwandlung versteht die RAG auch die Synthese von CO2 und H2 zu CH4 sowie die Spaltung von CH4 zu Wasserstoff und Carbon.

### Aufbereitung
Ein weiterer Geschäftsbereich der RAG ist die bedarfsgerechte Aufbereitung von Gas. Dabei kann die in den RAG Speichern lagernde Energie bei Bedarf entnommen und in der Qualität und Form zur Verfügung gestellt werden, wie sie von den Kunden gebraucht wird. Das Gas wird über die vorhandenen Leitungsnetze transportiert und steht dann für die Stromerzeugung und Wärmeversorgung zur Verfügung.
Die Bereitstellung der geförderten Gase in Form verkaufbarer Produkte ist zentral. Darunter fallen auch die Gasaufbereitung, Aufreinigung von Wasserstoff und Verarbeitung von Methan zu Treibstoffen wie CNG, LNG oder E-Fuels. Die RAG betreibt mehrere CNG- und LNG-Tankstellen in Oberösterreich sowie eine LNG-Tankstelle in Feldkirchen bei Graz.
Zudem soll künftig durch die Methan-Elektrolyse der wertvolle Rohstoff Carbon als Bodenhilfsstoff in der Landwirtschaft sowie als Grundstoff für Akkus, Dämmstoffe, Reifen, Baumaterial und Stahl zur Verfügung gestellt werden. Bei diesem Verfahren entsteht auch Wasserstoff (H2), der als CO2-neutrale Energiequelle für Blockheizkraftwerke dient oder verfahrenstechnisch in der Industrie eingesetzt werden kann.
Weitere Geschäftsbereiche sind die Produktion und Nutzung der Rohstoffe Erdgas und Erdöl als wertvolle Grundstoffe für die hochwertige Weiterverarbeitung in der chemischen Industrie, Pharmazie etc. ohne CO2-Emissionen.

## Publikation
- RAG Unternehmensporträt 2023. Hrsg.: RAG Austria AG, Eigenverlag, Wien 2023. (Volltext (PDF; 6,2 MB) auf der Website der RAG Austria).
- RAG Nachhaltigkeitsbericht 2021–2022. Hrsg.: RAG Austria AG, Eigenverlag, Wien 2023. (Volltext (PDF; 7,5 MB) auf der Website der RAG Austria).
- USS Projektbroschüre – Energiespeicher der nächsten Generation. Hrsg.: RAG Austria AG, Eigenverlag, Wien 2023. (Volltext (PDF; 1,5 MB) auf der Website der RAG Austria)
- Broschüre Klimatechnologie Methan-Elektrolyse. Hrsg.: RAG Austria AG, Eigenverlag, Wien 2023. (Volltext (PDF; 1 MB) auf der Website der RAG Austria)
- 75 Jahre Energie aus der Tiefe 1935 – 2010. Hrsg.: RAG Rohöl-Aufsuchungs Aktiengesellschaft, Eigenverlag, Wien 2010. (Volltext (PDF; 5,6 MB) auf der Website der RAG Austria).[27]